# زالاسنت‌ایوان
زالاسنت‌ایوان (به مجاری:  Zalaszentiván) یک منطقهٔ مسکونی در مجارستان است که در زالا واقع شده‌است. زالاسنت‌ایوان ۱۳٫۱۰ کیلومتر مربع مساحت و ۱٬۰۷۵ نفر جمعیت دارد.